# صورة ذهنية
الصورة الذهنية (بالإنجليزية: Mental image or image) يشمل استعمال مفهوم الصورة الذهنية image حقولا معرفية عدة وفروعا علمية مختلفة. وقد شاع استعماله في البحث الاجتماعي المعاصر بوضوح في الدراسات الاتصالية والإعلامية عموما، فضلا عن وفرة استعماله في مجالات الفلسفة وعلم النفس وعلم النفس الاجتماعي وغيرها من الحقول المعرفية.
ولقد اتخذ مفهوم الصورة الذهنية الصدارة في الدراسات الاتصالية المتعلقة بالعلاقات العامة، وكان له اثر مهم فيها، وله سمات معينة ارتبطت بطبيعة هذا الحقل المعرفي الاتصالي واستعمالاته العملية.
والصورة هي عملية معرفية نسبية ذات أصول ثقافية، تقوم على إدراك الأفراد الانتقالي المباشر وغير المباشر، لخصائص وسمات موضوع ما (مؤسسة، شركة، فرد، جماعة أو مجتمع) وتكوين اتجاهات عاطفية نحوه (إيجابية أو سلبية) وما ينتج عن ذلك من توجهات سلوكية (ظاهرة - باطنة) في إطار مجتمع معين، وقد تأخذ هذه المدركات والاتجاهات شكلا ثابتا أو غير ثابت، دقیقا أو غير دقيق.
ويتكون مصطلح الصورة الذهنية من كلمتين هما الصورة والذهنية، فالصورة تعني ظاهر الشيء وحقيقته وشكله الذي يتميز بها، أما كلمة الذهنية فهي تشير إلى الذهن أي العقل والفهم، أي فهم الشيء وتصوره. ويعادل مصطلح الصورة الذهنية في اللغة الإنكليزية كلمة Image وهي مشتقة من الكلمة اللاتينية Imago التي تعني Picture. وفي المجمل، الصورة الذهنية هي مجموعة الانطباعات التي تتكون في الأذهان عن قيم معينة سياسية أو شخصية، يساعد على تكوينها ما تبثه وسائل الاتصال الجماهيرية.

## تاريخ المصطلح
تشير بعض المصادر الاجنبية إلى أن مصطلح الصورة الذهنية لم يظهر إلى الوجود الا في عام 1908 على يد العالم (جراهام دالاس) والذي اشار في كتابه (الطبيعة البشرية والسياسة) إلى أن الناخبين بحاجة إلى تكوين شيء مبسط ودائم ومنظم عند الثقة في مرشح ما.
وفي مجال العلاقات العامة بدأ استخدام مفهوم الصورة الذهنية image عندما أصبح لمهنة العلاقات العامة تأثير كبير على الحياة الأمريكية مع بداية النصف الثاني من القرن الماضي وقد كان لظهور کتاب (تطوير صورة المنشأة) للكاتب الأمريكي (لي بريستول) في سنة 1960 أثر كبير في نشر مفهوم صورة المنشأة بين رجال الأعمال ومالبث هذا المصطلح ان تزاید استخدامه في المجالات التجارية والاعلامية والمهنية.

## فلسفة مفهوم الصورة الذهنية
إن الصورة الذهنية تسهم في اتخاذ الفرد لقرارته واتجاهاته سواء كان ذلك سلبا أو إيجابا وهي بهذا (إحدى القوى النفسية أو البدنية التي تحدد اتجاهات الفرد وانماط سلوكه وهي قابلة للتغيير لانها عملية ديناميكية تتغير وتتبدل بحسب تطور الواقع الاجتماعي وتغير الأوضاع الاقتصادية والظروف السياسية والثقافية، غير أن ذلك لا يعني بالضرورة فقدانها لصفة الثبات، سيما إذا كان الجمهور يعيش جوا اتصاليا تتوافق فيه الرسائل التي يتلقاها مع الصورة الذهنية التي يحملها ازاء الاشياء وهذا بالضرورة يؤدي إلى ثبات ورسوخ الصور التي تكونت سابقا).
والصورة الذهنية تمثيل منظم لموضوع ما في النظام المعرفي للفرد، وهي بنية تراكمية من السمات التي تميل نحو التجانس، فهي تمثل نموذجا مبسطا لبيئة الفرد وتنشأ من تلقي الفرد رسائل عن طريق الاتصال المباشر وغير المباشر، ويرى بعض الباحثين أن الصورة الذهنية لها ثلاثة أبعاد هي:
1. بعد معرفي: وهو البعد الذي يدرك عن طريقه الفرد موضوعا معينا يتصل بدولة أو شعب أو مجتمع ما مثل المعرفة بالأسس التاريخية والجغرافية للدولة والمعرفة بالمعلومات المتعلقة بشعبها.
2. بعد وجداني: ويمثل مشاعر الفرد وانفعالاته نحو دولة أو شعب أو مجتمع ما يمتد من التقبل إلى الرفض ويتدرج في الشدة بين الايجابية والسلبية.
3. بعد أجرائي: ويتمثل في رغبة الفرد في السفر إلى دولة اجنبية والعيش والعمل فيها أو الزواج من واحدة تعيش فيها، ويعتمد هذا العامل على المسافة الاجتماعية بين الشعوب.

وتبعا لذلك فان الاستخدام العقلي للصورة الذهنية يعني قدرة الفرد على الإدراك والموازنة فيما يمتلكه من تراكمات معرفية وإيجاد المقارنة بينهما تجاه الأشياء للوصول إلى اتخاذ القرارات والحكم عليها، وهي بطبيعة الحال قابلة للتغيير أو الثبات على الرغم مما تتصف به من استباق زماني في معظمها تجاه الأشياء الحالية التي يواجهها الفرد أو ما تتميز به من إضافات للشحنات العاطفية في بعض مكوناتها.
وعلى الرغم من ذلك فان الصورة الذهنية هي أقرب إلى أن تكون ضمن حدود المعرفة والإدراك التي يمتلكها العقل عند إجراء عملية التفكير تجاه الأشياء، فالتفكير باعتباره عملية عقلية يعني لدى البعض كل أوجه النشاط العقلي لكن المختصين يضعون له معنی محدودة يتمثل في ذلك النشاط العقلي الذي يواجه المشكلات بقصد الوصول إلى حل من خلال تكوين جديد للعلاقات من مقدمات معينة، وهذه المقدمات هي الخزين المعرفي المتراكم الذي يملكه الفرد من التجارب أو التعلم تجاه الاشياء أو الاحداث التي تواجهه، وبعملية الانتباه تجاه الأشياء والإدراك لمعانيها ومحتوياتها يتمثل هذا الخزين المعرفي، وليست الصورة الذهنية مجرد كم من المعلومات فقط، ولكن يتم اضفاء هذه المعلومات وتجميعها والاحتفاظ بها على وفق ما يتفق مع البيئة التي يعيش فيها الإنسان ويتكيف معها لان الصورة الذهنية تتألف من مكونات كثيرة من المعلومات والحقائق والمعارف والاتجاهات النفسية والتصورات والانماط الجامدة ويتم اكتسابها عن طريق الخبرة المتراكمة لدى الفرد عبر سنوات حياته.

### أنواع الصورة الذهنية
وهناك أنواع عديدة للصورة الذهنية يحددها جفكينز الذي يرى أن مفهوم الصورة الذهنية في العلاقات العامة يعني الانطباع الصحيح، وهذه الأنواع هي:
1. الصورة المرآة: وهي التي ترى المنشأة نفسها عن طريقها.
2. الصورة الحالية: وهي التي يرى بها الآخرون المؤسسة.
3. الصورة المرغوبة: وهي التي تود المنشأة أن تكونها لنفسها في أذهان الجماهير.
4. الصورة المثلى: وهي أمثل صورة يمكن أن تتحقق إذا أخذنا في الاعتبار منافسة المنشآت الأخرى وجهودها في التأثير على الجماهير، ولذلك يمكن أن تسمی بالصورة المتوقعة.[7]
5. الصورة المتعددة: وتحدث عندما يتعرض الأفراد لممثلين مختلفين للمنشأة يعطي كل منهم انطباعا مختلفا عنها.

ومن الطبيعي أن لا يستمر هذا التعدد طويلا فإما أن يتحول إلى صورة ايجابية أو إلى صورة سلبية أو أن تجمع بين الجانبين صورة موحدة تظلها العناصر الايجابية والسلبية تبعا لشدة تأثير كل منها على هؤلاء الأفراد.
وكلما كانت الصورة الذهنية متكاملة وواسعة عن شيء ما كلما كان الإنسان قادر على فهم الشيء وتحديد مفاهيمه ومعطياته المادية أو الحسية، وبالاستناد إلى تلك الصور الذهنية يتخذ الفرد قراراته واتجاهاته أي بمعنى أن تكون دافعا لتأييد سلوكه أو تفكيره تجاه الاشياء سواء كان سلوكا سلبيا أو ايجابيا.

## التعريف والمفهوم
وردت تعريفات عديدة عن الصورة الذهنية جميعها تؤكد على أن الصورة عادة تتكون من خلال ما يراه أو يسمعه أو من خلال التجربة والتنشئة وبالتالي يتصرف الشخص تجاه الأشخاص أو الأشياء وفقا للتصور الذهني الموجود لديه ومن تلك التعريفات، ورد تعریف کلمة Image في قاموس وبستر الدولي في طبعته الثانية وردت بأنها تشير إلى التقدم العقلي لأي شيء لا يمكن تقديمه للحواس بشكل مباشر، أو هي إحياء أو محاكاة لتجربة حسية، وهي أيضا استرجاع لما اختزنته الذاكرة أو تخيل لما أدركته حواس الرؤية أو السمع أو اللمس أو الشم أو التذوق.
وهناك من يعرفها بأنها تعبير يستخدم لوصف مجموعة المعتقدات التي يحملها الفرد عن شيء معين. ويعرفها جنکینز«بأنها الانطباع الصحيح والحقيقي». الا إنها الانطباع الذي تكون عند الأفراد بغض النظر عن كونه صحيحا أم لا.

### من تعريفات الصورة الذهنية الأخرى
هي الانطباع الذي يكونه الفرد عن الأشياء، متأثرا بالمعلومات المختزنة عنها وفهمه لها، وبذلك فإن (الصورة الذهنية) هي نتاج تفاعل عناصر المعرفة والإدراك، وهذه الصورة الذهنية للأشياء والموضوعات المحيطة تؤثر مرة أخرى في إدراكنا لها وبالتالي تقويمها تقويما صحيحا، فمن خلال المعلومات الناقصة أو الاعتقادات السلبية عن أحد الموضوعات يتكون إدراك خاطئ يؤثر في تصورنا عن هذا الموضوع، وبالتالي فإن هذه الصورة تؤثر بعد ذلك في التعرض لكل ما يرتبط بهذا الموضوع من معلومات أو معارف أو معتقدات أو اتجاهات، وتظل هذه الصورة غير الصحيحة موجودة إلى أن يتم تصحيحها من خلال استكمال المعلومات أو تعديل الاعتقادات وتصحيح إدراك موضوع الصورة، ومنها تظهر دائرية العلاقة بين المعرفة والإدراك، والصورة الذهنية التي تؤثر في تعرض الفرد أو إدراكه للموضوعات المحيطة به.
ويعرفها قاموس «لونجمان» Long man: «هي الصورة التي تتكون في الذهن وهي الرأي الذي يكونه الآخرون عن الفرد أو الشيء بشكل مقصود».
ويشير المعجم الوجيز إلى أن (تصور) تعنى «تكونت له صورة وشكلا»، و (تصور الشيء): «تخيله واستحضر صورته في ذهنه»، و (صورة المسألة أو الأمر): «صفتها» و (صورة الشيء) تعني: «ماهيته المجردة وخياله في الذهن أو العقل».
تعريف "Beach": يرى أن الصورة الذهنية هي «مجموعة من المعارف والمعلومات المتراكمة والمنظمة التي يشكلها الفرد عن نفسه وعن العالم من حوله، ويدخل ضمن عناصر الصورة مفردات خيالية وتجريدية، ويفترض أن يتم ترتيب وتنظيم المعلومات والمعارف المرتبطة بموضوع الصورة حسب مدركات التعامل معها وانحيازاته».
راجية قنديل: تأليف وتركيب صناعة للواقع يمثل فيه الخيال قدرا معينا وأن هذا التركيب قد يكون مبسطا أو معقدا، إلا أنه في كلتا الحالتين قد يؤدي الي التشويه، ومن ثم الابتعاد عن الحقيقة والاختلاف عن الواقع، ووجد بعض الباحثين أن الصورة هي التفسير المفترض للحقيقة، وأن الخبرات السابقة تلعب دورا كبيرا في عملية تكوين الصورة لمن يكون الصورة ويحملها ويحتفظ بها إلى الحد الذي يجعل منها شاشة ذهنية، تعرض نتيجة تفاعل كل ما يحتفظ به العقل من معارف ومعلومات وخبرات واتجاهات مكتسبة من مختلف مؤسسات التنشئة الاجتماعية، وعلى رأسها وسائل الاعلام وبأنها أيضا تفسير مفترض للحقيقة، وما نعتقد أننا نعرفه عن صاحبها سواء كان دولة أو شخص أو ثقافة ما ولذلك فهي معرفة ذاتية وليست موضوعي.
نشوي الشلقانی: انطباع ذهني لدى فرد أو جماعة نحو فرد آخر أو جماعة أخرى أو نظام آخر أو توجه سياسي أو قومي آخر، ويتكون من خلال تجارب الأفراد الشخصية وتجارب الآخرين والتعرض لوسائل الاتصال الجماهيرية.

## خصائص الصورة الذهنية
تتميز الصورة الذهنية بمجموعة من السمات والخصائص يمكن توضيحها على النحو التالي:
1. ذات طبيعة بشرية: تتصف الصورة بالقدم والشمولية، فهي قديمة قدم الوعي البشري ذاته، كما أنها شاملة، بمعنى أن كل البشر يكونون صورا ذهنية وتتكون باتجاههم الصور أيضا، وهذه العملية عملية توافقية لا ترتبط بأشخاص معينين، أو بزمان معين بل هي وظيفة بشرية عامة، أو جزء من الطابع البشري.
2. تجاوز حدود الزمان والمكان: تتميز الصورة الذهنية بخاصية تجاوز حدود الزمان والمكان بشكل كبير، فالإنسان لا يتقيد بالحدود بل يتخطاها ليكون صورة ذهنية عن بلده، ثم قارته، ثم العالم الذي يعيش فيه، كما أن الإنسان يكون دائما على اتصال بكل ما حدث في الماضي، ومن ثم يدخل هذا الماضي في نطاق الصورة الذهنية، بالإضافة إلى ذلك فإن الإنسان يستطيع أن يكون صورا عن المستقبل، وبالتالي يمكن القول إن الصورة لها جذور في الماضي، وامتداد في المستقبل.
3. الجزئية: وهي تعني أن الصورة تعبر عن جزء من الحقيقة لا عن الحقيقة بأكملها، ويظهر ذلك بوضوح حين يسعى الفرد إلى تكوين صورة ذهنية عن حدث ما، فإنه عادة ما يقوم باختصار أجزاء من هذا الحدث وحذف أجزاء أخرى منه، وإعادة تنظيم وتفسير جوانب ثالثة وتنطوي هذه الخاصية على عدة مخاطر هي: - صعوبة أن يعبر الجزء عن الكل بموضوعية وصدق. - واحتمال التحيز. - وأن الإنسان يقفز عادة إلى الاستنتاجات لعدم توافر المعلومات الكافية، مما قد يعرض الصورة إلى التشويه والخطأ.
4. التراكم والتجانس: الإنسان وهو ينمو يطور تصورا منظما للعالم، والأمر المهم في هذا التصور هو أن كل جزء يعمل في نطاق الكل ليخلق بناء له معنى، فنحن نستطيع أن تحدد أوضاعنا في ما يتعلق بالزمان والمكان وفي علاقاتنا بالآخرين، حينما نربط أجزاء التصور المختلفة تلك بالتصور الأصلي الذي كوناه، فمدركاتنا عن أنفسنا وعن الآخرين وعن العالم متصلة، بحيث إن تجربة الحياة كلها تلتئم عند كل فرد، فكل تجربة جديدة تجد مكانها في التصور الذي نكونه عن العالم، وكل رسالة جديدة أيضا تحتل مكانها المخصص لها، بحيث تدعم التجربة السابقة وتؤيد التصور الأساسي الذي كوناه، ويحدث ذلك مع أي تجربة جديدة، حيث يتم استقبالها وتفسيرها بأنها تضيف إلى التصور الحالي معلومات جديدة أو تدعم التصور الحالي أو تحدث مراجعات طفيفة على هذا التصور أو ينتج عنها إعادة بناء كامل للتصور.
5. الذاتية أو الانحياز: يرجع البعض اختلاف الصورة الذهنية عن الحقيقة والواقع إلى أن عملية تكوين الصورة هي عملية ذاتية غير موضوعية، وبها قدر كبير من عدم الحياد، بدليل الميل الطبيعي إلى إضفاء المعالم الطيبة على صورة الذات "Image Self" وإضفاء المعالم السلبية إلى صورة الخصم، فالصورة هي التفسير المفترض للحقيقة وما نعتقد نحن أنه الواقع.
6. ولهذا فهي تمثل دائما واقعا صادقا لأصحابها بغض النظر عن كونها صحيحة أو خاطئة، بل إن إنتاج الصورة أحيانا ما يقفز فوق شرط توافر المعلومات، والحقائق التي يفترض أن تستخدم في إنتاجها، وهو ما يعني بالتبعية أن الفرد منتج الصورة أحيانا ما يستكمل عملية بناء الصورة تحت ضغط التفضيلات، والانحيازات الأيديولوجية الخاصة به، بغض النظر عن كم المعلومات والشواهد والحقائق المتعلقة بموضوع الصورة وكيفها.
7. التلوين: ويعني أن الرسالة الإعلامية تتعرض من خلال وسائل الاتصال المختلفة إلى منافسة العديد من الرسائل الإعلامية الأخرى، وتتأثر المعاني التي تتضمنها الرسالة بالمعاني التي تحملها الرسائل الأخرى نتيجة لهذه المنافسة، وبالتالي تتغير معالم الصورة المنقولة إلى حد ما، فتضاف إليها بعض المعاني التي لم تكن تحملها، وتفقد أخرى كانت تتضمنها.

ويرى (ناهض فاضل زيدان) أن خصائص الصورة الذهنية يمكن أن نوجزها في عدة نقاط، وهي أنَّ:
- الصورة الذهنية عملية حركية متفاعلة تمر بعدة مراحل تتأثر ببعضها، كما أنها متغيرة حسب الظروف.
- إن سمات الصورة الذهنية متغيرة أي أن بعضها قد يكون ثابتا والبعض الأخر متغير، كما أن العوامل المؤدية إلى تكوينها من مدركات واتجاهات ووسائل قد تكون دقيقة أو غير دقيقة وان دقة الصورة الذهنية تتوقف على دقة تلك العوامل.
- للصورة الذهنية ثلاث مكونات معرفية وعاطفية وسلوكية، إذ يمر المكون الأول بمراحل العمليات المعرفية ويخضع لنفس العوامل التي تخضع لها تلك العمليات، أما المكون الثاني فيعني أن الصورة الذهنية عملية نفسية تدخل العواطف في تشكيلها وهذا يعني أن لها أبعاد عاطفية إلى جانب أبعادها المعرفية، أما المكون الثالث فيتضمن السلوكيات المباشرة مثل الموقف المسبق ضد جماعة أو فكرة ما، وان هذه المكونات لا تنفصل عن بعضها بل تتظافر جميعها لتكوين الصورة الذهنية بشكلها النهائي.
- إن الصور الذهنية تتأثر بالبيئة المحيطة التي يعيش فيها الفرد الحامل لتلك الصور.
- تتسم الصورة الذهنية بتخطيها لحدود الزمان والمكان ولا سيما مع تنامي دور وسائل الإعلام في ذلك، فالفرد لم يعد في تكوينه لصوره الذهنية مرتبطا بالمكان الذي يعيش فيه بل صار یکون صورا للعالم بأكمله بل يتخطاها ليكون صورة عن الكون بأسره، وعلى مستوى الزمان، فالإنسان یکون صورة ذهنية عن الماضي والمستقبل فضلا عن الزمان الذي يعيش فيه.
- ويمكن للصورة الذهنية أن تتحول - إذا تم التركيز عليها ولفترات طويلة - إلى صورة مترسخة ومنطبعة في أذهان حامليها لا تقبل التغيير أو التعديل بسهولة ولا تتميز بالمرونة وقابلية التطور التي تتميز بها الصورة الذهنية الاعتيادية وهذه الصورة المنطبعة هي التي يطلق عليها الصورة النمطية.[18]

## وظائف الصورة الذهنية
تؤدي الصورة الذهنية مجموعة من الوظائف بالنسبة إلى الإنسان كالتالي:
1. الاقتصاد في المجهود: ويعني ذلك توفير الوقت والجهد اللازمين لفهم وتفسير حدث ما، أو شيء يعتبره الإنسان جديدا، فالصورة تساعد الأفراد على تفسير الأحداث الجديدة في ضوء خبراتهم القديمة، وصورهم المعهودة.
2. تقليل عدد المنبهات المحيطة بالفرد: وهذه الوظيفة مترتبة على الوظيفة السابقة، إذ إن الفرد عادة ما يقوم بدمج الأشياء الجديدة في الفئات القديمة وإعطاء المعنى ذاته الذي تأخذه هذه الفئات، وتقليل عدد المنبهات المحيطة بالفرد يؤدي إلى سهولة إدراكه لهذه المنبهات وإلى زيادة قدرته على فهمها واستيعابها.
3. تقليل نطاق المجهول: إن التصور الذهني يضيق من نطاق الجهل بالآخرين - أشخاصا وأشياء - نتيجة لما يقدمه التصور الذهني من معرفة يمكن أن تكون عليها صور الآخرين خلال التعامل معهم، ومن خلال تضييق نطاق الجهل يستطيع الإنسان أن يبلغ أبعادا لم يكن بوسعه بلوغها من خلال حواسه.
4. تبسيط الواقع: فالعقل البشري لا يمكنه الاحتفاظ بكل التفاصيل المتشابكة والمعقدة، ومن ثم لا يجد بديلا إلا القيام بعملية التبسيط والإيجاز، حتى يمكنه تکوین صورة لشيء معين، وعلى هذا يمكن القول بأن عملية تكوين الصورة تقوم على التضحية بالتفاصيل، وعدم الاحتفاظ بالنسب الحقيقية وذلك من أجل خلق الصورة البسيطة التي يسهل فهمها وتذكرها.
5. تحقيق التوافق والتكف: يستخدم الفرد الصورة كوسيلة لتحقيق التوافق بينه وبين البيئة التي يعيش فيها، ويتكيف بها مع ظروف الحياة التي أصبحت بالفعل أكثر تعقيدا من ذي قبل، فالصورة الإيجابية ذات الطابع الثابت، والتي تميل إلى تبسيط الأحداث تزيد من شعور الفرد بالأمن والاستقرار، بل إن الصورة قد تستخدم كآلية للدفاع عن الذات "Sort of Defense Mechanism"، حيث تتيح للفرد أن يبرر أو بمنطق كثيرا من أفعاله واتجاهاتها.
6. توجيه سلوك الفرد: تقوم الصورة الذهنية بدور مهم في تكوين الآراء وتشكيل الاتجاهات وتوجيه السلوك، ويؤكد بولدنج أن الكيفية التي يتصرف بها الإنسان تعتمد على الصورة، وأن أي تغيير يصيبها يستتبع بالضرورة تغيرا في السلوك، ولذلك يرى أن طبيعة هذه الصورة وكيفية تشكيلها والتغيير الذي يطرأ عليها يعتبر من الأمور المهمة التي يجب أن يهتم بها هؤلاء الذين مهمتهم التأثير في الرأي العام أو قياس اتجاهات الجماهير. فالصورة تسهم بشكل مباشر في القرارات التي يتخذها الناس تجاه الأحداث والأشياء، كما تؤثر في اتجاهات الناس وعلاقات بعضهم ببعض.[19]

وللصورة الذهنية العديد من الوظائف في شتى مجالات الحياة أهمها:
1. تحقق الصورة الذهنية للفرد أكبر قدر من التكيف مع ظروف الحياة من خلال دورها في اختصار جهد الفرد بما تقدمه له من اطر جاهزة تكفل له التعامل مع الآخر بل التنبؤ بسلوكه دون إمعان النظر في خصائصه الفردية.
2. إن التصور الذهني يضيق نطاق الجهل بالآخرين من خلال استعانة الأفراد بالنتائج التي يقدمها التصور الذهني للتعرف على ما يمكن أن تكون عليه صور الآخرين خلال التعامل معهم.
3. تؤدي عملية تكوين الصورة الذهنية إلى تحويل العالم إلى عالم أسهل وأكثر تنظيما من خلال استخدام الجوانب السيكولوجية التي تنطوي عليها عمليات التعلم داخل الإنسان.
4. تسهم الصورة الذهنية في تفسير مواقف الفرد وأرائه وأنماط سلوكه في الحياة الاجتماعية وتفسر أساسا فلسفته في الحياة وذلك لارتباطها بقيمه ومعتقداته وثقافته.
5. للصور الذهنية دور كبير في تكوين الرأي العام ذلك لأنها اللبنات الأولى التي يتكون منها الرأي باعتبار تأثيرها في أراء الناس ومواقفهم.
6. تختصر الصورة الذهنية الجهد والوقت على الفرد وتقدم له تصورا عن العالم الذي يحيا فيه.
7. تسهم الصور الذهنية في التنبؤ بالسلوك والتصرفات المستقبلية للجمهور تجاه المواقف والقضايا والأزمات المختلفة، فالصورة الذهنية المنطبعة لدى الأفراد باعتبارها انطباعات واتجاهات لدى الأفراد عن الموضوعات والقضايا والأشخاص يمكن أن تنبئ بالسلوكيات التي قد تصدر عن الجماهير مستقبلا.[20]

## العوامل المؤثرة في تكوين الصورة الذهنية
تسهم في تكوين الصورة الذهنية عوامل متعددة، وتأتي في مقدمتها وسائل الإعلام التي تؤدي دورا فعالا ورئيسا في تكوين الصور الذهنية. ويمكن اختصار هذه العوامل في النقاط التالية:
1. وسائل الإعلام: تكاد تجمع الدراسات الإعلامية على كون وسائل الإعلام أحد العوامل المهمة في تشكيل الصور الذهنية، وذلك من خلال ما تقدمه من معلومات وبيانات عن الأحداث والأشخاص والدول والشعوب، بل قد لا نكون مبالغين إذا قلنا إن وسائل الإعلام تمثل مركز الثقل بين العوامل المؤثرة في تكوين الصور الذهنية. وتساعد وسائل الإعلام الفرد على تكوين تصور للعالم الذي يحيا فيه، ويعتمد عليها - بالإضافة إلى خبراته - في التعرف على الواقع المحيط به. ويرى «شرام» أن «70% من الصور التي يبنيها الإنسان لعالمه مستمدة من وسائل الإعلام الجماهيرية». ويرجع البعض السبب في ذلك إلى: الانتشار الواسع لوسائل الإعلام وامتدادها الأفقي والرأسي، وقدرتها البالغة على الاستقطاب والإبهار، حيث أسهمت تكنولوجيا الاتصال الحديثة في مد واتساع نطاق التغطية، وذلك من خلال قدرتها على نقل الأحداث بصورة سريعة وفورية. استيلاء وسائل الإعلام على أوقات الأفراد ومنافستها الشديدة للمؤسسات الأجتماعية الأخرى في مجال التأثير الجماهيري. إيقاع العصر الحالي الذي يتسم بالسرعة من ناحية، وبعزلة الأفراد بعضهم عن بعض من ناحية أخرى، مما يجعل من وسائل الإعلام مصدرا للشعور بالمشاركة وعدم العزلة. وتتم عملية توجه الصور - وبخاصة في دول العالم الثالث - من خلال قيام وسائل الإعلام بوظيفة حارس البوابة "Gate Keeper" وترتيب الأولويات "Agenda Setting" وذلك عن طريق اختيارها موضوع الصورة ثم أي الأجزاء يتم إبرازها، وأي الأجزاء يتم التغاضي عنها، أو عن طريق المبالغة في بعض الأجزاء وإغفال الأجزاء الأخرى.
2. الاتصال الشخصي أو المباشر: للاتصال الشخصي دور كبير في تصور الواقع المحيط فحياتنا اليومية تزخر بالعديد من الأحداث والأخبار التي يمكن ملاحظتها بشكل مباشر، وفي ضوء ذلك يسهل إدراك الواقع وتصوره نتيجة للخبرة المباشرة، والاحتكاك المباشر وكنتيجة لملاحظتنا للأحداث التي نمر بها بطريقة مباشرة وهناك بعض المعوقات التي تؤثر في الاتصال المباشر، وتمنعه من القيام بدوره في التأثير على الصور الذهنية وتكوينها، فقد يسهم اختلاف الثقافات واللغات بين المتصلين، وسوء تفسير الرسالة الإعلامية من قبل المستقبل، والخبرات السابقة، وعمليات التشويش التي قد يتعرض لها الفرد في إعاقة الاتصال الشخصي المؤثر في تكوين الصور الذهنية.[21]
3. الجماعات المرجعية: تؤثر الجماعات المرجعية بشكل كبير في تكوين الصور الذهنية، لتوافر مميزات الاتصال المباشر والمتكرر، وقلة العدد التي تسمح بتبادل الآراء والتعمق فيها.[22] ويكمن تأثير الجماعات المرجعية في تصورات وسلوكيات أفرادها في درجة الانصياع، أو الخضوع لمعاييرها، أو الضغوط التي تصدر عنها، وكلما كان الخضوع والانصياع كبيرا أدى ذلك إلى توحيد سلوك الأفراد وتصوراتهم. وعلى الرغم مما سبق تساعد الجماعات المرجعية في تدعيم الصور السابقة أكثر مما تساعد في تغييرها، خصوصا حينما يحرص الفرد على انتمائه إلى الجماعة ويظهر ولاءه لها.[23]
4. الخبرات السابقة: تؤدي الخبرات السابقة للفرد الذي يكون الصورة الذهنية، ويحملها ويحتفظ بها دورا كبيرا في عملية تكوين هذه الصورة إلى الحد الذي يجعل الصورة بمثابة شاشة ذهنية "Mental Screen"، تقوم بالعرض نتيجة تفاعل كل ما يحتفظ به عقل الإنسان من معارف وخبرات واتجاهات وقيم وأفكار جمعها من التعلم والدراسة والبيئة والقراءة والثقافة وغيرها[24]، ولعل الخبرات السابقة تدخل كسبب من أسباب عدم مطابقة الصورة الذهنية للواقع وذلك عن طريق عملها كمرشح تمر من خلاله المعلومات المكونة للصورة، وذلك لا يعد عيبا في الصورة ذاتها بقدر ما يعد عيبا فينا نحن الذين نكون الصورة، حيث نسمح لخبراتنا السابقة بالتدخل في تكوينها، وسرعان ما ننسى الحقائق المجردة، ونتعامل مع الصورة على أنها الحقيقة ذاتها، وننسى أنها تركيب وتفسير وإيجاز وتقييم قمنا به بأنفسنا عن طريق خبراتنا السابقة.[25]
5. الإدراك: فالفرد يميل عادة إلى استقبال وإدراك ما يتفق مع ما لديه من صور، ويؤيدها ويدعمها لا العكس فلا يميل إلى إدراك ما يتناقض مع ما يحتفظ به من صور أو ما يسبب عدم الانسجام والتناسق فيها، أو بين بعضها البعض.[26]
6. المؤثرات البيئية والثقافية: لكل بيئة صورها الذهنية الشائعة والخاصة بها، فالثقافة السائدة والموروثات في المجتمع تمد الإنسان بخلفية للحكم على محتوى الصور الذهنية المتكونة لديه، ومدى توافقها مع الإطار الثقافي في حالة الصور الإيجابية، أو تنافرها في حالة الخصائص غير المتوافقة مع ثقافته وبالتالي تصبح صورة سلبية.[27]
7. اللغة: اللغة عنصر فعال في تشكيل الصور الذهنية، فهي نظام من المسميات لجوانب الحقيقة، ويتأثر أسلوب تعاملنا مع هذه الحقيقة باللغة التي نستخدمها، والتي تخلق اصطلاحات ثقافية للمعنى ونحن نستخدم هذه المصطلحات لتفسير العالم المحيط.[28]

## إستراتيجية بناء المعنى - الصورة الذهنية
وهي تعني إمكانية تعديل سلوك الأفراد من خلال إعطائهم معاني جديدة أو صورا ذهنية في لغة ما، بما تستطيع أن تخلق لديهم صورا أكثر وضوحا، ومن ثم يحدث تعديل أفضل وأقوى في السلوك.
وتقوم إستراتيجية بناء المعنى على الأسس التالية:
- رسالة إعلامية مقنعة.
- تؤدي إلى معان جديدة أو تغيرات في المعاني.
- المعاني تعطي توجيها للعمل.

وهذه الاستراتيجية ترتكز على:
1. النظرية المعرفية في تفسير السلوك، حيث تقوم على أهمية توافر رسالة إعلامية تتسم بقدرتها على التأثير في الفرد والتأثير على طريقة تفكيره.
2. هذه الرسالة تحقق وصول الفرد إلى معاني جديدة للسلوك المرغوب فيها.
3. هذه المعاني تكون ذات قوة مؤثرة على الفرد تقوم بتوجيهه نحو العمل والسلوك النهائي المرغوب القيام به.[30]

مثال: عند تقديم رسالة إعلامية (فيلم سينمائي) عن حياة الصحفيين وطبيعة عملهم، وبتقديم صورة جذابة ومبهرة عن حياتهم المثيرة والشيقة بالإضافة إلى الشهرة والسلطة وتعدد العلاقات الاجتماعية والنسائية - كما أظهرتها بعض الأفلام - وذلك مع تقديم واستخدام اللغة المناسبة والشكل المبهر لهذه الصورة، فإن ذلك يخلق لدى المتلقي صورة أو معنى جديدا نحو هذه الشخصيات، ويخلق في نفس المتلقي أمنية أن يحيا مثل هذه الشخصيات.
وبالطبع قد يحدث هذا بشكل غير مقصود من العاملين أو القائمين على صناعة الأفلام إلا أن ذلك يوضح كيفية تأثير هذه الأعمال السينمائية على الجمهور ومما سبق يمكن أن يتضح لنا كيفية قناعة المتلقي بالصورة المطروحة عليه.
والإقناع هو: أي رسالة تهدف إلى تشكيل وتدعيم أو تغيير استجابات الآخرين نحو مضمون الرسالة، وتنطوي هذه الاستجابات على المعتقدات والسلوكيات والإدراكات والمشاعر المختلفة للأفراد.
والقناعة بما يقدم في الوسائل الإعلامية يعد خطوة أولى نحو تبني ما يتم تقديمه أو الاعتقاد فيه، وبما أن السينما كإحدى وسائل الإعلام التي لها دور في التنشئة الاجتماعية لأفراد المجتمع، فإنها تسهم في ترسيخ صور لفئات اجتماعية مختلفة (الصحفيين على سبيل المثال) في أذهان الجمهور.
وهناك نوعان من الاستمالات بغرض الإقناع:
1. استمالات عاطفية " Emotional Appeals".
2. استمالات منطقية "logical Appeals".

ولا توجد قواعد أو أسس ثابتة يتم على أساسها التفضيل بين هذين النوعين، حيث إن الأبحاث أشارت إلى تمیز استخدام الاستمالات المنطقية في حالات معينة العلاقة.

## الصورة الإعلامية والصورة الذهنية
الصورة الإعلامية تهتم برصد صورة قضية أو حدث أو جماعة أو مؤسسة من خلال ما يقدم في وسيلة من وسائل الإعلام (إذاعة صحافة، تليفزيون). أما الصورة الذهنية فينحصر اهتمامها في رصد صورة الأشياء لدى الجمهور، أي أن الصورة الإعلامية هي الأساس لبناء الصورة الذهنية لدى الجمهور.
الصورة الذهنية هي مجموعة الانطباعات التي تتكون في الأذهان عن قيم معينة سياسية أو شخصية، يساعد على تكوينها ما تبثه وسائل الاتصال الجماهيرية، أما الصورة الإعلامية فهي الصورة التي تقدمها وسائل الإعلام أو الإعلاميون حول دولة ما أو شعب ما أو قضية ما في إطار مجتمع معين بكل ما يتضمنه من أنظمة ومؤسسات تؤثر على عمل وسائل الإعلام.